# Duleek
Duleek (irl. Damhliag - Dom z Kamieni lub Kościół z Kamieni) – miasto w północno-wschodniej części Irlandii, leżące na lewym brzegu rzeki Nani, na zachód od wybrzeża Morza Irlandzkiego, znajdujące się w hrabstwie Meath w prowincji Leinster, w Irlandii, położone przy granicy z hrabstwem Louth, w odległości 22 km na wschód od stolicy hrabstwa - Navan i 40-45 km od stolicy prowincji - Dublina. 
Wieś ma znaczenie historyczne oraz kościelne - początków historii można upatrywać w połowie V w., kiedy to powstała tu siedziba diecezji. O kościelnym charakterze wsi mówią także zachowane do naszych czasów ruiny kościoła i klasztoru, dwa wysokie krzyże (północny i południowy) znajdujące się na cmentarzu, a także niektóre płyty krzyżowe. 

## Nazwa[2]
Duleek bierze swoją nazwę od irlandzkich słów daimh liag, co oznacza dom z kamieni i odnosi się do wczesnego kościoła zbudowanego z kamienia - kościoła św. Cianana, którego istnieją w Duleek po dziś dzień. 

## Historia
Początków miejscowości Duleek należy upatrywać około 450 r., kiedy to św. Cianán, naśladowca św. Patryka, napotkawszy w tym miejscu pogański ołtarz zburzył go, a na jego miejscu wybudował pierwszy w Irlandii kamienny kościół.  
Według podań św. Patryk miał tu spędzać wraz ze swymi uczniami okresy zimowe, podczas których opracował Seanchas Mór - historię i genealogię Irlandii.  
W latach 830-1171 miejscowość była około jedenastu razy plądrowana przez wikingów. 
W XII w. w Duleek swą rycerską rezydencję typu motte założył anglo-normański władca Meath - Hugh de Lacy. Zbudował tu zamek, założył dwór, odbudował opactwo i zawierzył je Najświętszej Maryi Panny. Wybudował także kościół, który poświęcił pierwszemu opatowi-biskupowi Duleek - św. Cianánowi. Kościół przekazał następnie, około 1180 lub 1182 r., zakonowi augustianów.

## Geografia[3]
Obszar wokół miejscowości jest na ogół płaski. Duleek znajduje się w dolinie. Najwyższe wzniesienie ma około 139 m. n. p. m. Miejscowość ma charakter wiejski i większości pokryta jest polami.

## Pogoda i klimat
W Duleek panuje klimat przybrzeżny. Średnia roczna temperatura wynosi 8°C. Najcieplejszym miesiącem jest czerwiec, kiedy średnia temperatura wynosi 14°C, zaś najzimniejszym luty - 2°C. 

## Transport

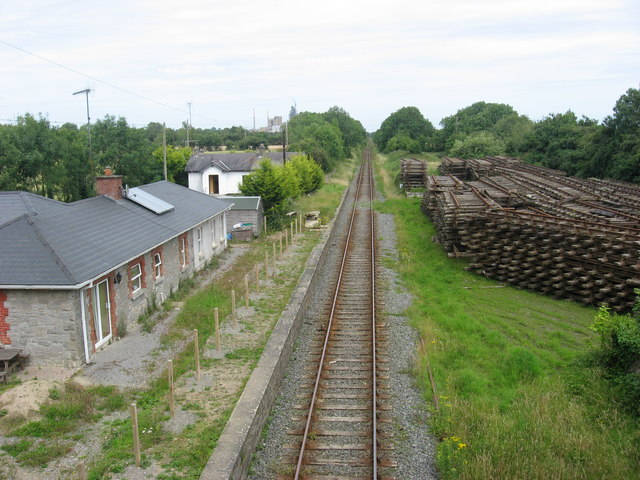
Dworzec kolejowy

### Kolej[4]
1 sierpnia 1850 r. w mieście otwarto stację kolejową. Kolej łączyła linię z Drogheda do Navan, a później do Oldcastle. Stacja funkcjonowała do 1 czerwca 1958 r. Obecnie przez stację przejeżdżają pociągi przewożące rudę cynku z kopalni Tara do portu w Dublinie. 

### Drogi[5]
Przez Duleek przebiegają dwie drogi regionalne - R150 i R152. Duleek cieszy się także połączeniem autobusu regionalnego Eireann, obsługującego kursy do Dublina i Drogheda. Jest to linia autobusowa, która zastąpiła w 1958 r. połączenie kolejowe. Linia pierwotnie miała numer 188, dzisiaj 190. 

## Demografia[6]

### Liczba ludności
Liczba ludności, według spisu z 2002 r. wynosiła 2.173 osób, w 2006 r. - 3.236 osób (w tym 1650 mężczyzn i 1586 kobiet); w 2013 r. - 3.988; w 2016 r. - 4.219.

### Religijność
W 2006 r. 2.933 mieszkańcy Duleek zadeklarowało się jako katolicy (90,6%), jako wyznawcy innych religii zadeklarowało się 193 osoby, jako ateiści 82 osoby, nie określiło się 28 osób. 

### Skład etniczno-rasowy
Jeśli chodzi o skład etniczno-rasowy: 2.861 określiło się jako biali Irlandczycy, 249 osób jak "inni biali", 22 osoby jako czarni Irlandczycy, 13 osób jako Azjaci, 25 jako inni, 36 osób nie określiło się. 

### Język irlandzki
Jeśli chodzi o znajomość języka irlandzkiego, to 952 osoby zadeklarowały taką znajomość, 2054 zadeklarowały nieznajomość, zaś 50 nie określiło się. Wśród osób znających język irlandzki 306 osób używa języka irlandzkiego codziennie, ale tylko w instytucjach edukacyjnych, 16 osób używa tego języka codziennie zarówno w instytucjach edukacyjnych, jak i poza nimi. Poza systemem edukacyjnym 6 osób mówi po irlandzku codziennie, 47 co tydzień, 268 rzadziej niż raz na tydzień, 285 nigdy, 24 nie określiły się. 

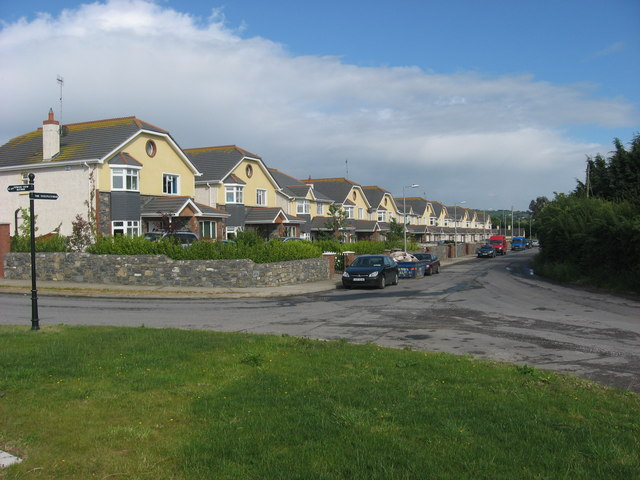
Zabudowania mieszkalne

### Kwaterunek
Jeśli chodzi o mieszkania prywatne (!), to w Duleek istnieje 1044 domów jednorodzinnych, 47 mieszkań, 3 rodziny wynajmują pokój. Nie określiło się 13 rodzin. 

## Zabytki[7]
W Duleek założono szlak dziedzictwa (The Duleek Heritage Trail), który obejmuje szereg miejsc w miejscowości. Został on pomyślany jako ostoja wsi i jej historii. 

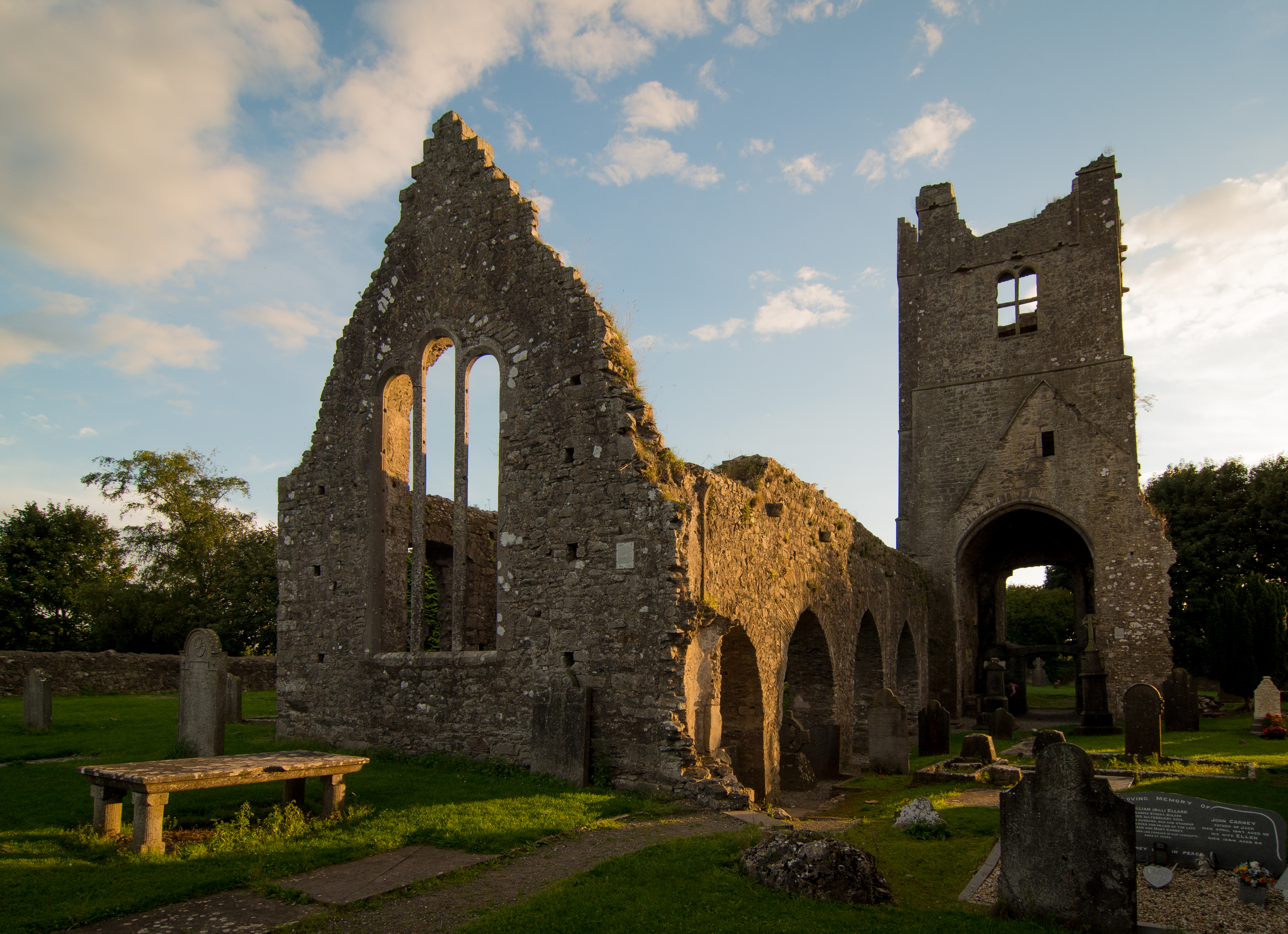
Opactwo

### Opactwo[8][9][10]
Istniejące po dziś dzień ruiny opactwa w Duleek swą historią sięgają początków istnienia wsi - ok. 450 r. Jednak należy podkreślić, że pierwotne kamienne opactwo zostało zburzone podczas najazdu wikingów w latach 830-1171 r. Dopiero w 1180 lub 1182 r. Hugh de Lucy - władca Meath - kazał je odbudować. Dzisiejsze ruiny są prawdopodobnie częścią tegoż opactwa. Część arkad może pochodzić z XIII w. Ściana nawy południowej pochodzi najprawdopodobniej z XIV w. We wschodnim szczycie nawy znajduje się okno z XVI w. Kwadratowa wieża (dzwonnica), zawierająca elementy architektury romańskiej powstała w XV w. Po odbudowie opactwa w XII w. od północy wieńczyło je jeszcze jedna - okrągła wieża, obok której później, około XV w., dobudowano istniejącą do dziś kwadratową wieżę. Okrągła wieża rozpadła się jednak i nie zachowała się do naszych czasów, a o jej istnieniu przypomina dziś zarys na wieży kwadratowej. Wieża kwadratowa w 1471 r. została trafiona piorunem. Od północnej strony znajdują się źle zachowane, pochodzące z X w. dwa krzyże celtyckie. Jeden przedstawia ukrzyżowanego Chrystusa wraz z innymi niezidentyfikowanymi postaciami (Peter Haribson twierdzi, że są to ilustracje wczesnego życia Matki Boskiej). Drugi przedstawia symbole dwóch ewangelistów - orła i woła. Opactwo stanowi jedną z największych ruin w Irlandii. W opactwie znajduje się imponująca płyta nagrobna Jamesa Cusacka  

### Kościół
W Duleek istnieje średniowieczny kościół, powstały w około 1180 lub 1182 r., którego południowy portal mógł być pierwotnie połączony z częścią dawniejszego kościoła. Ów dawny kościół był, jak się uważa, pierwszym kamiennym kościołem w Irlandii. Kościołowi patronował św. Cianán. Kościół został ufundowany przez władcę Meath - Hugh de Lucy i przekazany augustianom. W północnej ścianie znajduje się duży surowy wapienny kamień z napisem ORDO SCANLAN (módl się za Scanlana). Kościół okala cmentarz założony najprawdopodobniej na miejscu dawnego opactwa. Kościół stanowi zabytek narodowy (nr referencyjny 179). Kościół ma prostokątną konstrukcję. Częściowo brakuje ściany północno-wschodniej i całkowicie brakuje ściany południowo-zachodniej. W południowo-wschodniej ścianie jest szpiczaste kamienne wejście. Kościół mierzy 12 m długości, 6,4 m szerokości, 2,15 m wysokości, jest jednokondygnacyjny, zajmuje powierzchnię 52 m². Czasami nazywany jest kościołem św. Patryka - być może pierwotny kościół był pod jego wezwaniem, natomiast ten odbudowany w XII w. jest pod wezwaniem św. Cianána.   

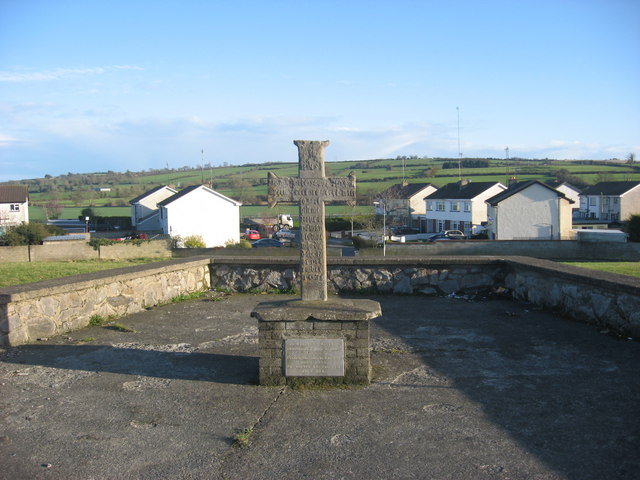
Krzyż

### Krzyż
W 1601 r. Janet Dowdall ufundowała na cześć swojego zmarłego męża - Sir Williama Batha z leżącego na obrzeżach Duleek zamku Athcarne, krzyż. Krzyż nie ma charakteru krzyża celtyckiego - ucieleśnia wpływy kontynentalne, co stanowi ewenement w historii sztuki tego czasu i miejsca. Jego cztery ramiona są niezwykle krótkie. Pionowa belka ozdobiona jest wizerunkami świętych: Piotra, Patryka, Cianána i Grzegorza. Krzyż był odnowiony w 1810 r.  

### Folwark
W pobliżu rzeki Niani znajdują się ruiny Grange of st. Michael - folwarku założonego około 1172 r. przez augustianów z Llanthony w Monmoutshire. Ziemie te zostały im nadane przez rodzinę De Lacy.

## Pochowani w Duleek
Brian Śmiały - król irlandzki (przełom X i XI w.) - ciało króla i jego świty spoczywało przy drodze prowadzącej do Armagh przez noc, będąc w drodze na pochówek (Brian Boru został pochowany w Armagh)
James Cusack - biskup Meath w latach 1679-1688 - pochowany w opactwie
Lord Bellew - uczestnik bitwy pod Aughrim w 1691 r. - pochowany w opactwie
Rodzina Prestonów i Plunketów - pochowani w opactwie; ich ołtarzowy grobowiec znajduje się pośrodku nawy

## Znane osobistości
Mick McGowan (1973-), zawodowy gracz w rzutki
Frederick Augustus Smith (1828-1887), oficer armii brytyjskiej uhonorowany Krzyżem Wiktorii
Sir William Bathe (1530-1597), z zamku Athcarne, irlandzki sędzia